# Salar Piedra Parada
El salar Piedra Parada es un salar cercano al límite internacional de la Región de Atacama.
Sus características morfométricas y climatológicas más relevantes son:: III-135 
- altura: 4150 m
- superficie de la cuenca: 388 km²
- superficie del salar: 28 km²
- superficie de las lagunas: 0,2 - 2(?) km²
- precipitaciones: 140 mm/ano
- evaporación potencial: 1000 mm/ano
- temperatura media: -2 °C

## Historia
Luis Risopatrón lo describe en su Diccionario Jeográfico de Chile (1924):: 670 
Piedra Parada (Salar de). Tiene 421 hectáreas de superficie, presenta unas lagunitas de agua salada, incrustaciones de yeso i agrupación de cristales de selenita i se encuentra a más de 4100 m de altitud, entre las lagunas Bravas i la sierra de Aliste.